# Шириу (Констанца)
Шириу (рум. Șiriu) насеље је у Румунији у округу Констанца у општини Круча. Oпштина се налази на надморској висини од 83 m.

## Становништво
Према подацима из 2002. године у насељу је живело 246 становника.

### Попис2002.
| Расподела становништва по националности 2002.‍ | Расподела становништва по националности 2002.‍ | Расподела становништва по националности 2002.‍ | Расподела становништва по националности 2002.‍ | Расподела становништва по националности 2002.‍ |
| --------------------------------------------- | --------------------------------------------- | --------------------------------------------- | --------------------------------------------- | --------------------------------------------- |
|                                               |                                               |                                               |                                               |                                               |
| Румуни                                        | Румуни                                        |                                               | 241                                           | 98,0%                                         |
| Татари                                        | Татари                                        |                                               | 5                                             | 2,0%                                          |